# James Law (vétérinaire)
James Law (né le 13 février 1838 à Édimbourg et décédé le 10 mai 1921 aux États-Unis) est un vétérinaire écossais qui a été le premier vétérinaire professeur dans une université américaine, l'université Cornell. Il a fondé le New York State Veterinary College of Cornell University, ou École de médecine vétérinaire de l'université Cornell, où il a enseigné la biologie, l'agriculture et la médecine vétérinaire à partir de 1868. Jonas Law est honoré par la profession vétérinaire américaine pour avoir largement contribué à rehausser  le niveau académique et scientifique de l'enseignement vétérinaire.

## Formation
Admis en 1854 à l’Edinburgh Veterinary College (qui devint plus tard la Royal (Dick) School of Veterinary Studies) à l'âge de 16 ans, il en sortit diplômé avec les honneurs en 1857.
Lors de sa dernière année d’études, Law se lia d’amitié avec le Dr John Gamgee, professeur d’anatomie et physiologie vétérinaires et de matière médicale, Gamgee fut son mentor et plus tard c’est lui qui l’orienta vers une carrière d’enseignant aux États-Unis.
Law était déjà reconnu comme l’étudiant  vétérinaire le plus doué de sa génération. Après l’obtention de son diplôme de vétérinaire, en 1857, il passa un an à l’École de Médecine d’Édimbourg où il fréquenta, entre autres, Joseph Lister, le père de l’antisepsie chirurgicale, il y acquit les principes et les techniques de la chirurgie. Il se rendit ensuite en France, dans les écoles vétérinaires d’Alfort et de Lyon, où il développa son expertise en médecine et chirurgie vétérinaires. À son retour en Écosse, en 1860, il intégra le corps enseignant du New Veterinary College d’Édimbourg qui avait démarré trois ans plus tôt, à l’initiative de John Gamgee.
Le 30 avril 1861, son diplôme lui fut décerné par le jury du Royal College of Veterinary Surgeons, dont il devint membre. En 1867, il quitta le New Veterinary College d’Édimbourg pour s’installer comme vétérinaire praticien à Belfast.

## Carrière

### Son arrivée à l’université Cornell
L’université Cornell a été fondée le 27 avril 1865, par la législature de l’État de New York, sous l’impulsion de deux hommes, membres du Sénat de l’État de New York, Ezra Cornell et Andrew Dickson White. Tous deux plaidèrent pour que l’État de New-York fonde une université en tant que Land-grant institution. Ezra Cornell qui s’était enrichi comme homme d’affaires était passionné d’agriculture, il souhaitait une université qui accorde  à l'agriculture une place importante, en sus de ses autres missions. Il avait acquis une ferme à Ithaca, où il résidait, dans l’État de New York, il en fit don pour y construire une université et la dota d’un demi-million de dollars pris sur sa fortune. Andrew Dickson White, professeur d’Histoire, en fut le premier doyen.
Le Dr Gamgee, qui était venu aux États-Unis, à la demande du gouvernement, pour enquêter sur la babésiose (Texas fever) et la pleuropneumonie contagieuse bovine, visita la nouvelle université Cornell où il rencontra White qui lui fit part du désir d’Ezra Cornell de recruter un vétérinaire comme enseignant de médecine et de chirurgie vétérinaire au sein du Collège d’Agriculture de l’université.
Gamgee recommanda fortement Law pour occuper ce poste. Selon  Donald F. Smith qui fut doyen du Cornell veterinary college de 1997 à 2007, « Gamgee voyait Law comme la star de la future médecine vétérinaire des USA et du Canada » (traduit de l'anglais). White se rendit en Europe pour y rencontrer des candidats susceptibles d’enseigner à Cornell. Il rencontra Law à Londres le 2 juillet 1868. Il fut si impressionné par l’écossais qu’il écrivit à Cornell, le jour suivant : « As you know I have looked through the principal Agricultural and Veterinary Colleges of Europe before arriving here. I have found several excellent candidates but I find Mr. Law vastly their superior. He has published books and articles which have given him a high reputation on this side of the water and personally he is everything we could desire. Modest, unassuming, quiet, clear in his statements, thorough in his work. He cannot fail to succeed ». Six jours plus tard le conseil d’université recrutait Law comme professeur attaché à une chaire de médecine et chirurgie vétérinaire. Le 7 octobre 1868, Law et sa famille s’embarquaient à Glasgow pour les États-Unis.
L’université Cornell ouvrit officiellement ses portes le 7 octobre 1868. Dans son discours lors de la cérémonie d’ouverture, Ezra Cornell, homme d’affaires et aussi agriculteur, insista sur l’importance qu’il accordait à la médecine vétérinaire et donc à la place qu’il souhaitait lui voir attribuée dans le contenu d'un enseignement servant les intérêts de l'agriculture.

### James Law, enseignant vétérinaire de l'université Cornell
Jusqu'à l'ouverture de l'École vétérinaire de Cornell, en 1896, Law dispensa son enseignement vétérinaire au sein du département élevage de l'université (le New York State College of Agriculture at Cornell, fondé et dirigé par Liberty Hyde Bailey, ne sera créé qu'en 1904), ce qui ne fut pas sans susciter une vive réaction de la part d’Alexandre Liautard, dans un premier temps ; Alexandre Liautard avait fondé l’American Veterinary College à New York mais il appuyait la création d’écoles vétérinaires dans tous les États de l’Union pourvu que ces écoles répondent à un standard de formation exigeant et forment des vétérinaires diplômés œuvrant sous la bannière de l’United States Medical Veterinary Association (USMVA) (aujourd’hui American Veterinary Medical Association (AVMA). Liautard estimait que l’exercice de la médecine vétérinaire devait être exercée selon le même mode libéral que la médecine humaine et récusait donc qu’une formation vétérinaire crédible, sans formation clinique véritable, puisse être dispensée dans une école d’agriculture au regard du volume d’heures qui pouvait lui être consacré dans le cursus d’un étudiant en agriculture.
Liautard ouvrit les colonnes de son journal, l’American Veterinary Review, à Law et apporta son soutien aux projets pédagogiques et universitaires de Law, pour autant qu'ils se concrétisent à terme dans un collège de médecine vétérinaire formant des vétérinaires, avec les mêmes statuts et le même standard professionnel que ceux affichés pour l'American Veterinary College, et qu'en aucun cas il ne s'agisse de former des empiriques : « No, agricultural students cannot receive in an agricultural school the education that good veterinarians ought to have, and good as the efforts of the teachers may have been, the result cannot but be the same, viz. : the turning out of so many men scarcely better than empirics ».
Law s’en défendit vigoureusement dans l'American Veterinary Review et manifesta sa convergence avec les vues de Liautard en explicitant sa vision et son projet qui  allait, en fait, au-delà de ce qu’ambitionnait Liautard et correspondait déjà aux exigences d'un enseignement supérieur lié à la Recherche, qui devait bénéficier pour cela d'un soutien des pouvoirs publics,.
Dans les faits, les deux hommes ont été très complémentaires : Liautard  a été un grand praticien clinicien, un organisateur, un passeur de science au travers des articles des plus grands scientifiques de son temps qu’il publia dans son journal, l’American Veterinary Review, tout en donnant une place importante aux études de cas qui répondaient aux attentes des vétérinaires de terrain, ce fut le bâtisseur de l’exercice professionnel vétérinaire, Law en fut le bâtisseur scientifique. Car si le projet pragmatique d’Ezra Cornell était que les étudiants en Agriculture reçoivent aussi une formation vétérinaire, l’ambition de Law était d’obtenir à terme un collège vétérinaire, comme le souhaitait Liautard, mais ayant le plus haut standard scientifique possible et qui, dans un premier temps au moins, soit élitiste dans le recrutement des candidats.
Les deux hommes unirent leurs efforts au service de la même cause, des anciens élèves de Liautard enseignèrent au Cornell University College of Veterinary Medicine comme dans des collèges vétérinaires d'autres États de l'Union.
Pendant toute cette période, Law ne forma qu'un très petit nombre de vétérinaires, mais de très haut niveau, en sus de la formation vétérinaire de base qu'il dispensait dans le département élevage de l'université. Selon le doyen Donald F. Smith (1949-2016) « James Law’s greatest contribution to veterinary medicine was in a very small number of students » ajoutant que, durant ses 25 premières années d’enseignement à Cornell, il ne forma que quatre étudiants vétérinaires, « he was a great teacher of a very, very, very few people who graduated with such distinction and went on to great things ».
Parmi les premiers étudiants de Law, on compte Daniel Elmer Salmon qui fut le premier vétérinaire à se voir décerné, en 1876, le titre de docteur en médecine vétérinaire par une université américaine, créateur et premier directeur du Bureau of Animal Industry, Theobald Smith célèbre  pour la découverte du genre Salmonella  avec Salmon, Fred Cooper Curtice (1856-1939), « Dr Ticks », le premier vétérinaire  parasitologiste américain, Fred Lucius Kilborne (1858-1934) qui se joignit à Theobald Smith et Cooper Curtice pour mettre en évidence la transmission de la babésiose (Texas fever) par les tiques, leurs travaux ont été fondateurs de la parasitologie vétérinaire aux États-Unis, Veranus Alva Moore (1859 – 1931), bactériologiste qui succéda à Law en tant que doyen du Cornell University College of Veterinary Medicine.

### Ouverture du New York State Veterinary College of Cornell University en 1896
L'École vétérinaire de l'université Cornell a été fondée grâce aux efforts intenses de lobbying de James Law, la construction fut votée par la Législature de l'État de New York en 1894, cette décision a été ratifiée par le Gouverneur Roswell P. Flower, qui, du fait son expérience dans le domaine agricole, était profondément convaincu de l'importance de la médecine vétérinaire.
L'État de New York finança des constructions sur le campus de l'université Cornell sur l'emplacement de ce qui est aujourd'hui l'Ives Hall.

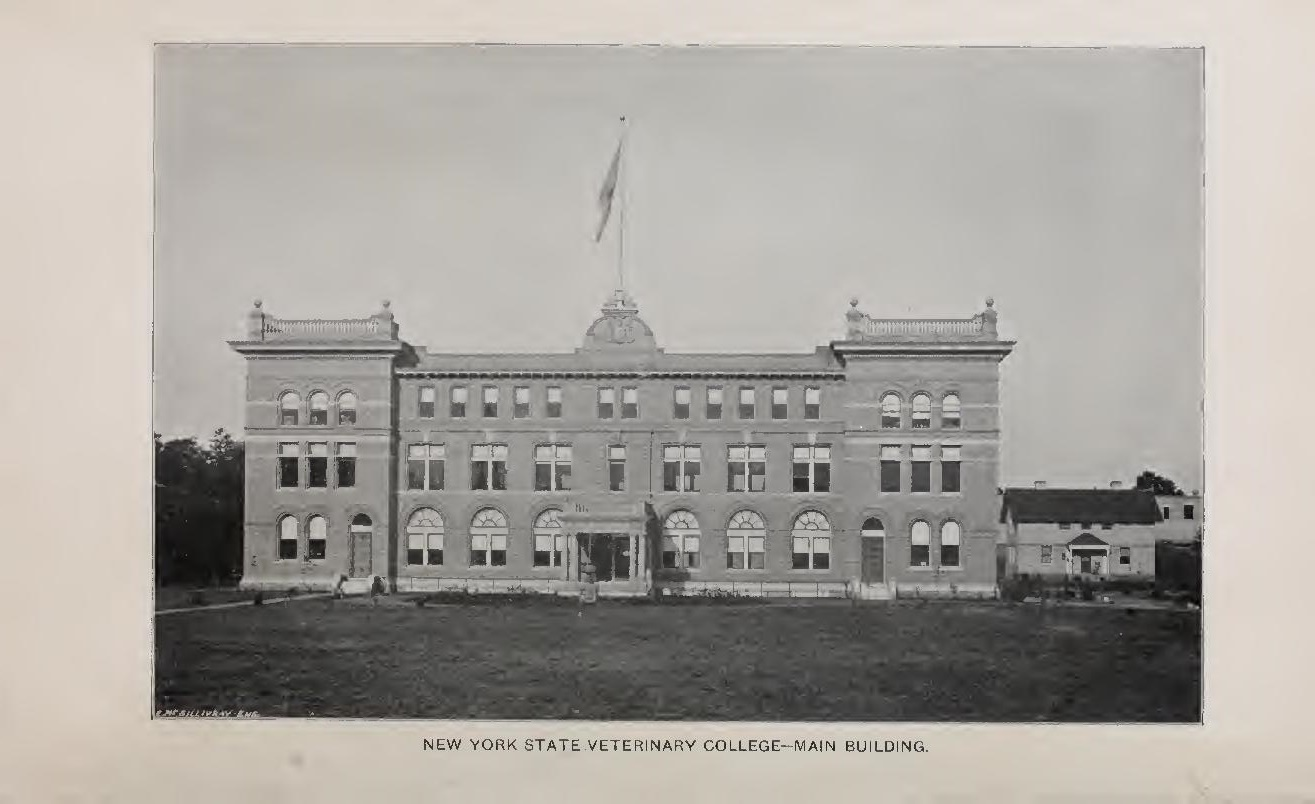
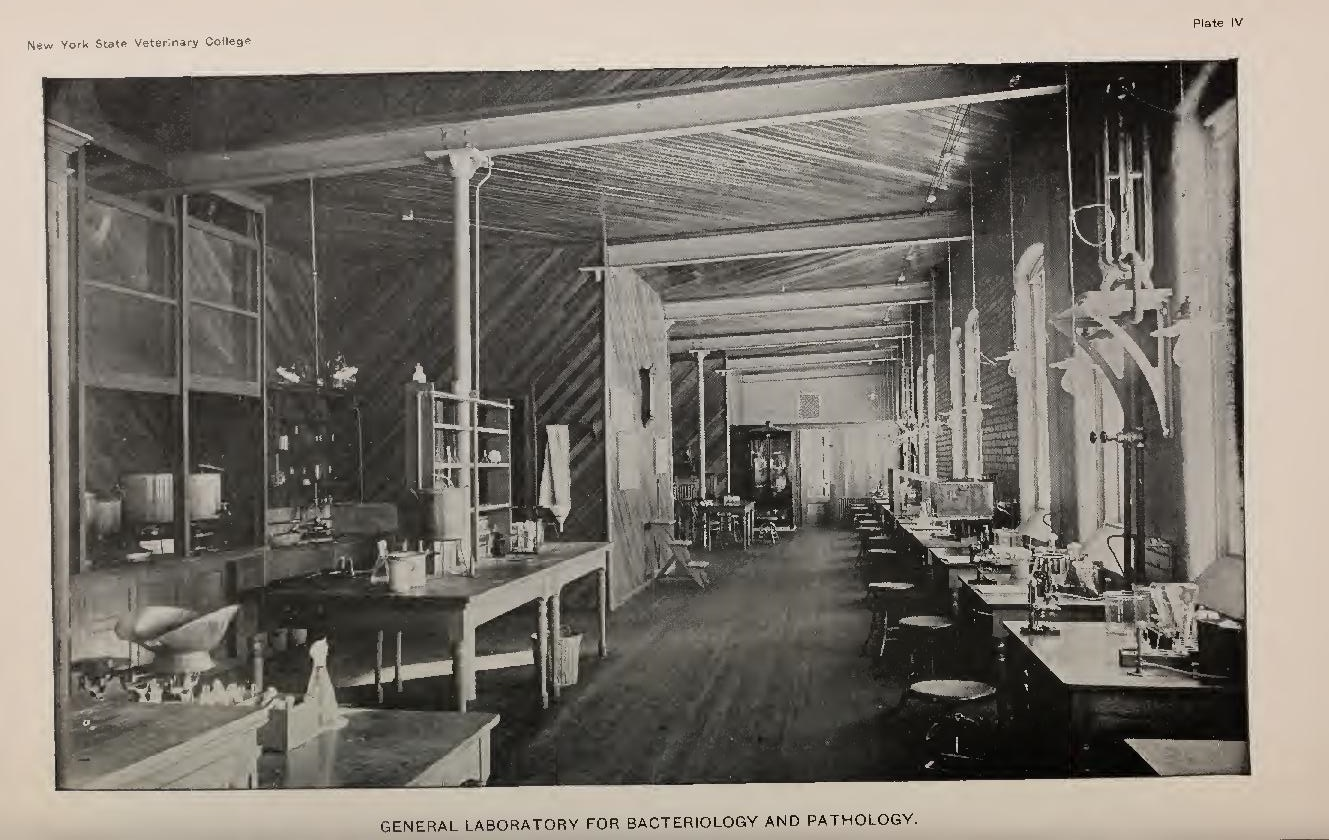
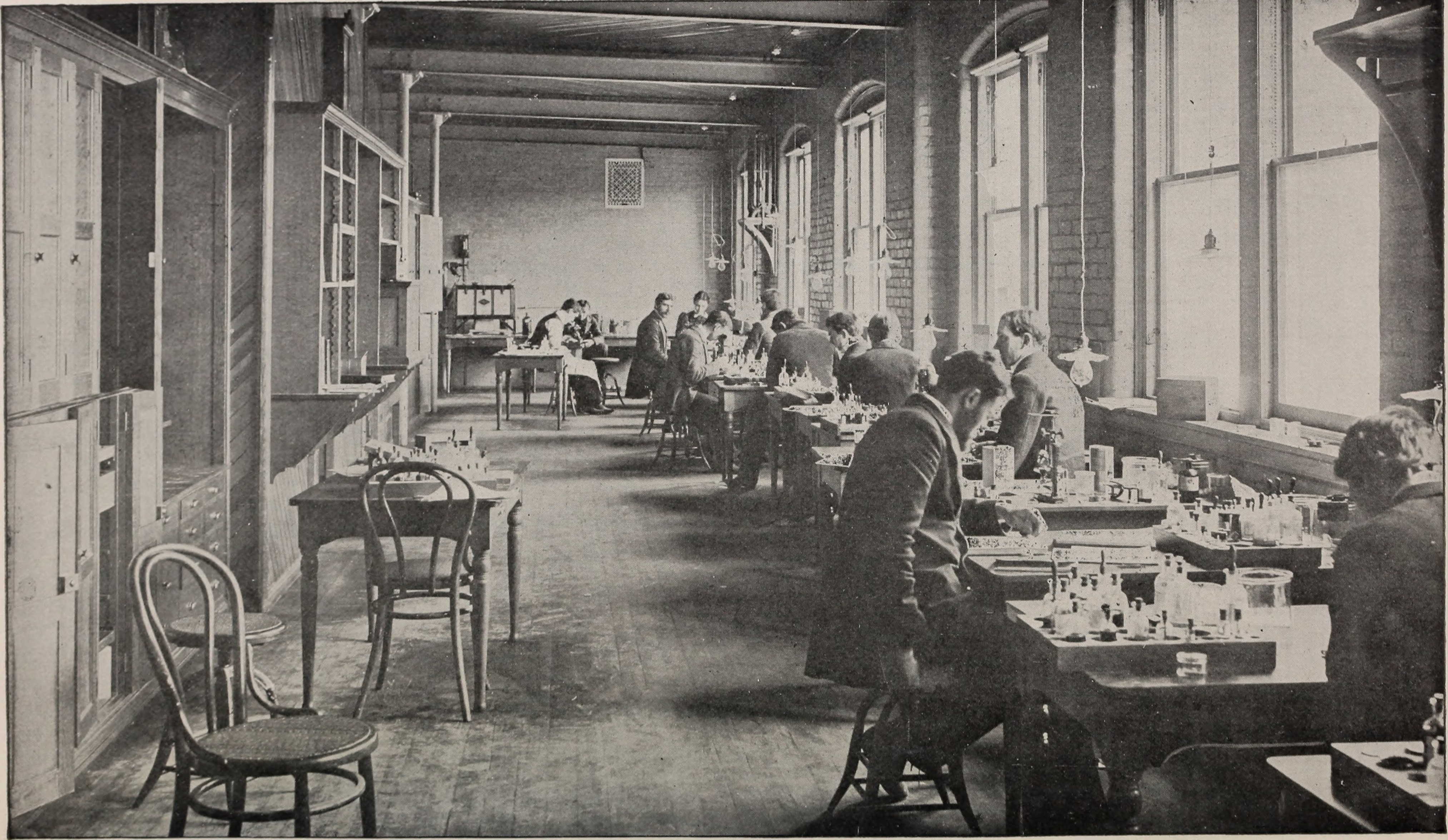
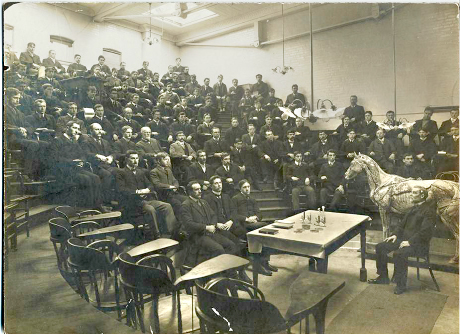

En juin 1896, le conseil d'administration (trustees) de l'université Cornell nomma James Law doyen de l'école vétérinaire en même temps que professeur des « principes et de la pratique de la médecine vétérinaire, de science sanitaire  vétérinaire, et de thérapeutique vétérinaire ». L'école ouvrit ses portes le 21 septembre 1896, avec 11 étudiants.
En 1906, deux ans avant son départ à la retraite, le Dr Law fut élu président de l'American Veterinary Medical Association (AVMA) lors du congrès de New Haven (Connecticut).